# Saint-Lumier-en-Champagne
Saint-Lumier-en-Champagne é uma comuna francesa na região administrativa do Grande Leste, no departamento de Marne. Estende-se por uma área de 8.56 km², e possui 268 habitantes, segundo o censo de 2018, com uma densidade de 31 hab/km².